# Calle San Agustín (Cuzco)
La Calle San Agustín es una calle ubicada en la zona monumental de la ciudad del Cusco, Perú. Junto con las calles Herrajes, Palacio y Pumacurco forma uno de los ejes que recorren de sur a norte lo que fue el casco incaico de la ciudad comunicando el centro de la misma (el antiguo Huacaypata y actual Plaza de Armas) con la zona de Limacpampa donde se iniciaba el camino inca que comunicaba a la capital imperial con el Collasuyo. 
Desde 1972 la vía forma parte de la Zona Monumental del Cusco declarada como Monumento Histórico del Perú. Asimismo, en 1983 al ser parte del casco histórico de la ciudad del Cusco, forma parte de la zona central declarada por la UNESCO como Patrimonio Cultural de la Humanidad. Y en el 2014, al formar parte de la red vial del Tawantinsuyo volvió a ser declarada como patrimonio de la humanidad.

## Historia
La vía corresponde al trazado urbano realizado durante el imperio de los incas siendo una vía importante por cuanto comunica la zona de Limacpampa hasta el cerro Saqsayhuamán y el Colcampata. Su importancia entonces se debía a que desde la zona de Limacpampa partía el camino que conducía al Collasuyo que se corresponde con los territorios del actual departamento de Puno, Bolivia y el Norte Argentino. Esta vía constituía el ingreso más directo hacia el centro de la ciudad ya que la otra vía paralela que cruzaba frente al Qoricancha se encontraba, durante el incanato, prohibida al paso de la mayoría de las personas. Asimismo, en su trazado se conservan muros incaicos de la etapa inca imperial, principalmente al lado occidental de la calle, que fueron aprovechados por los conquistadores para la construcción de sus propias casas como es ejemplo de ello la casa de los cuatro bustos construida por el conquistador Juan de Salas y Valdez. La monumentalidad de estas construcciones permiten entender que los recintos ahí construidos correspondían a templos o palacios y no para viviendas del pueblo.
El Inca Garcilaso de la Vega, en sus Comentarios Reales de los Incas, describe esta vía al señalar:

Del cerro llamado Sacsahuaman descendiendo un arroyo de poco agua y corre de norte sur hasta el postrer barrio, llamado Pumapchupan. Va dividiendo la ciudad de los arrabales. Más adentro de la ciudad hay una calle que ahora llaman la de San Agustín, que sigue el mismo viaje norte sur descendiendo desde las casas  del primer Inca Manco Capac hasta en derecho de la placa Rimacpampa. Otras tres o cuatro calles atraviesan de oriente a poniente4 aquel largo sitio que hay entre aquella calle y el arroyo. En aquel espacio largo y ancho vivían los incas de sangre real, divididos por su aillus, que es linaje, que aunque todos ellos eran de una sangre y de un linaje descendientes del rey Manco Capac.

Debe su nombre actual al Convento de San Agustín que fue construido en un solar que se ubica en la esquina con la calle Ruinas y cuya construcción terminó hacia el año 1645.

## Recorrido

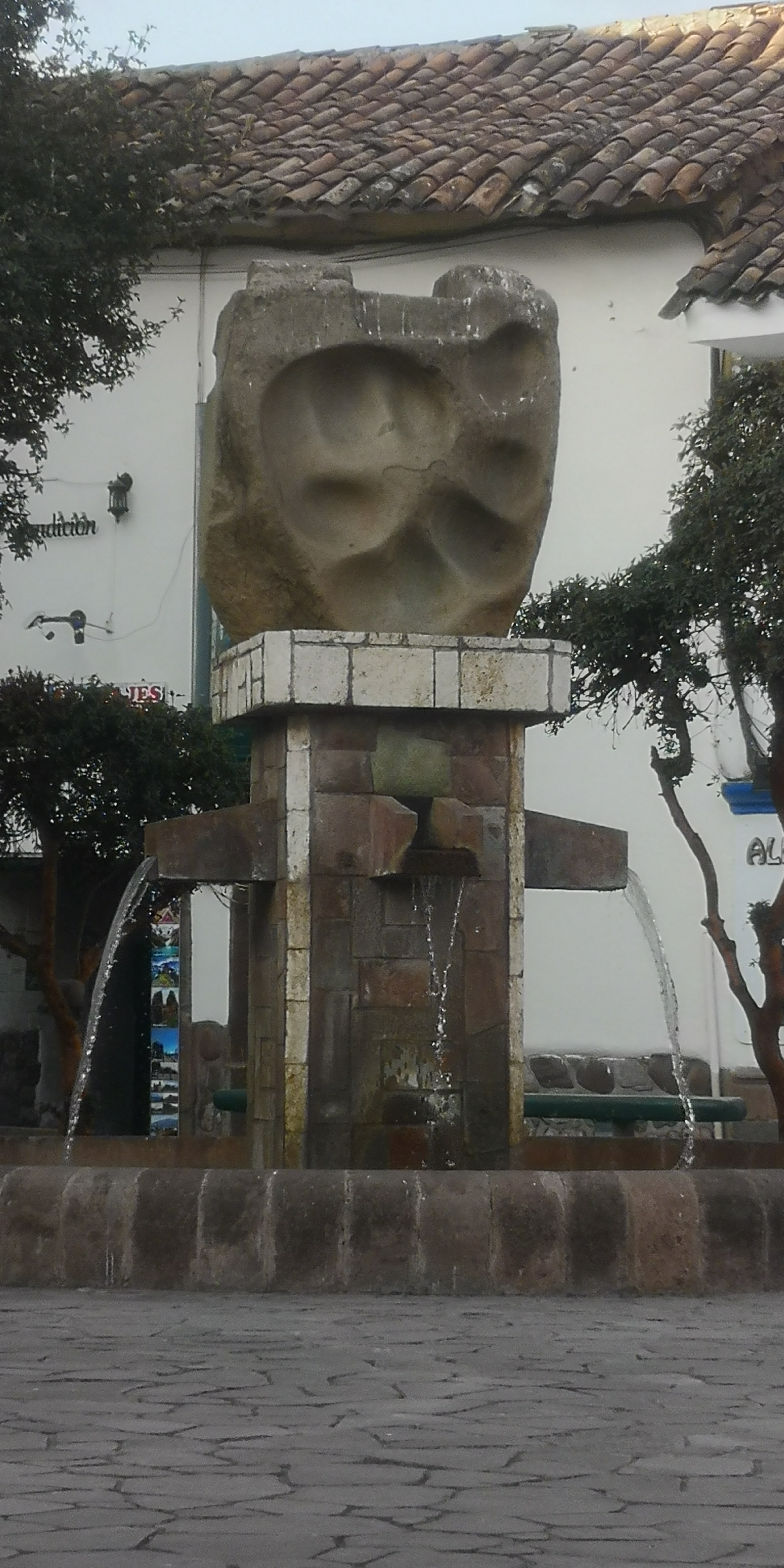
Monolito de la huella en la plazoleta de Limacpampa chico

La calle recorre de sur a norte en dos cuadras largas con un trazado total de 357 metros. Su primera cuadra se inicia en la Calle Zetas al sur y destaca por los hoteles ahí ubicados. En su lado oriental la Plazoleta de Limacpampa Chico donde destaca el monolito de la huella. Atrás de esta plaza se levanta la Casona Zanabria Aguirre donde se encuentra uno de los hoteles que la cadena hotelera peruana Casa Andina tiene en la ciudad del Cusco correspondiente a su categoría Premium seguido por otro hotel de la misma cadena pero de su categoría Standard. En el lado occidental, se inicia con la construcción que corresponde a la Casa de los cuatro bustos y que actualmente acoge al hotel Palacio del Inka de la cadena hotelera Starwood para seguir luego con el Hotel San Agustín Internacional de la cadena peruana San Agustín y que es uno de los más clásicos hoteles de la ciudad del Cusco.
Frente al cruce con la calle Maruri al lado occidental se encuentra un inmueble que acoge a los consulados austriaco y alemán y el cruce con la peatonal Cabracancha que la comunica con la avenida Tullumayo. En la segunda cuadra se destacan también dos cadenas hoteleras que ocuparon casonas coloniales. El hotel de la cadena Novotel que ocupa la Casa Ferrari y, tras la breve peatonal Santa Mónica, el JW Marriott ubicado sobre lo que fueron los terrenos del antiguo Convento de San Agustín. En el lado occidental destaca el restaurante francés Le Soleil que se ubicó sobre una casona colonial cuya portada cuenta con figuras líticas neo incaicas. Con el cruce de la calle Ruinas, la vía se convierte en la Calle Herrajes y mantiene su recorrido hacia el cerro Sacsayhuamán.

#### Libros y publicaciones
- Angles Vargas, Víctor (1983). Historia del Cusco Cusco Colonial Tomo II Libro Segundo. Lima: Industrialgrafica S.A.
- Garcilaso de la Vega, Inca (1963 (1609)). Comentarios Reales de los Incas. Madrid: BAE.

- Datos: Q67177417
- Multimedia: Calle San Agustín (Cusco) / Q67177417